# Colotois obsoletelineata
Colotois obsoletelineata là một loài bướm đêm trong họ Geometridae.